# مات دنيس
مات دنيس (بالإنجليزية: Matt Dennis)‏ هو عازف بيانو ومغني وكاتب أغاني وملحن أمريكي، ولد في 11 فبراير 1914 في سياتل في الولايات المتحدة، وتوفي في 21 يونيو 2002 في ريفرسايد في الولايات المتحدة.

## وصلات خارجية
- مات دنيس على موقع IMDb (الإنجليزية)
- مات دنيس على موقع ميوزك برينز (الإنجليزية)
- مات دنيس على موقع أول ميوزيك (الإنجليزية)
- مات دنيس على موقع ديسكوغز (الإنجليزية)
- مات دنيس على موقع قاعدة بيانات الفيلم (الإنجليزية)